# Dieffenbachia nitidipetiolata
Dieffenbachia nitidipetiolata är en kallaväxtart som beskrevs av Thomas Bernard Croat och Michael Howard Grayum. Dieffenbachia nitidipetiolata ingår i släktet prickbladssläktet, och familjen kallaväxter. Inga underarter finns listade.